# Sinia hungarica
Sinia hungarica är en fjärilsart som beskrevs av Dioszeghy 1913. Sinia hungarica ingår i släktet Sinia och familjen juvelvingar. Inga underarter finns listade i Catalogue of Life.